# Sungai Muda
Sungai Muda ist der längste Fluss in dem Bundesstaat Kedah, Malaysia.

## Geografie
Er hat eine Länge von etwa 203 km und ein Einzugsgebiet von ca. 4302 km². Seine Quellen liegen an der Grenze zu Thailand in den nördlichen Bergen von Kedah. Er bildet in seinem Unterlauf die Grenze zwischen den Bundesstaaten Kedah und Penang, bis er etwa 12 km nördlich der Insel Penang in die Straße von Malakka mündet. In seinem Einzugsgebiet befinden sich mehrere Dämme, zum Beispiel der Beris Damm und der Muda Damm.

## Hydrologie
Am Unterlauf des Muda führen die jährlichen Monsunniederschläge immer wieder zu Überflutungen.